# Eunidia subinfirma
Eunidia subinfirma là một loài bọ cánh cứng trong họ Cerambycidae.